# Gruny
Gruny là một xã ở tỉnh Somme, vùng Hauts-de-France, Pháp.

## Địa lý
A village in the về phía đông nam của tỉnh, trên đường D232, khoảng 30 dặm Anh về phía đông nam của Amiens.

## Dân số
| 1962                                                           | 1968 | 1975 | 1982 | 1990 | 1999 |
| -------------------------------------------------------------- | ---- | ---- | ---- | ---- | ---- |
| 122                                                            | 206  | 220  | 228  | 271  | 300  |
| Số liệu điều tra dân số từ năm 1962, dân số không tính hai lần |      |      |      |      |      |